# Luton
Luton [ˈluːtən] ist eine Stadt in England (Vereinigtes Königreich), nördlich von London gelegen und Teil der Region East of England. Im Südosten der Stadt liegt der Flughafen London-Luton. Der Hauptcampus der University of Bedfordshire (früher University of Luton) befindet sich im Stadtzentrum. In der Nähe liegt das Werk des Automobilherstellers Vauxhall. Bis 1997 war die Stadt ein Teil der Grafschaft Bedfordshire; seitdem bildet Luton einen selbständigen Stadtkreis (Unitary Authority).

## Geschichte
Bereits in der Altsteinzeit bestanden hier Siedlungen. Die Gründung Lutons fand im 6. Jahrhundert statt, als ein sächsischer Außenposten am Fluss Lea errichtet wurde. Luton ist im Domesday Book als Loitone mit 700 Einwohnern verzeichnet. In der Stadt, die langsam aber beständig wuchs, gab es einen Markt für die umliegenden Dörfer. Im 14. Jahrhundert fand in Luton zweimal jährlich ein Jahrmarkt statt.
Die frühere landwirtschaftlich geprägte Wirtschaft wandelte sich im 16. Jahrhundert durch die Ziegelindustrie und im 17. Jahrhundert, als in Luton mit der Anfertigung von Hüten begonnen wurde. Im 18. Jahrhundert beherrschte die Herstellung von Strohhüten die Stadt; dies war zugleich das einzig bedeutende Gewerbe jener Zeit.
Im 19. Jahrhundert wuchs die Stadt mit der Industrialisierung stark: Während 1801 3.000 Menschen in Luton lebten, waren es 1850 bereits 10.000 und 1901 fast 39.000. Das erste Rathaus wurde 1847 errichtet, die Anbindung an die Eisenbahn erfolgte 1858 und in den späten 1860er Jahren verfügte Luton über ein vollständiges Frisch- und Abwassersystem. 1876 wurde Luton zum Borough erklärt.
Im 20. Jahrhundert verschwand der Handel mit Hüten immer mehr, an seine Stelle traten neue Industriezweige. Vauxhall Motors errichtete 1905 eine Automobilfabrik; eine Reihe Maschinenbaubetriebe siedelten sich ebenfalls in den ersten Jahren des 20. Jahrhunderts an. Die Stadt hatte von 1908 bis 1932 ein Straßenbahnnetz; das erste Kino eröffnete 1909. 1915 hatte Luton 50.000 Einwohner. 1919 brannte das alte Rathaus nieder; es wurde erst 1936 ersetzt. 1938 wurde der Luton Airport eröffnet; er gehörte der Stadtverwaltung und wurde von dieser betrieben. Im Zweiten Weltkrieg litt Luton unter einigen Luftangriffen. 107 Menschen kamen dabei ums Leben. Die Stadt Luton wurde in weiten Teilen zerstört.
Seit 1959 führt die Autobahn M1 im Westen der Stadt vorbei; 1978 wurde ein überdachtes Shopping-Center, das Arndale Centre, eröffnet.
Seit den 1960er Jahren stieg die Zahl der Starts und Landungen auf dem Flughafen erheblich an, weil die neuen Charter-Fluggesellschaften eher von dort als von den Londoner Flughäfen starteten. 1985 wurde ein weiteres Terminal hinzugefügt; 1990 wurde der Flughafen in London Luton Airport umbenannt. Kurze Zeit später gab Ryanair seinen Stützpunkt am Flughafen auf und zog zum Flughafen London-Stansted. Durch die vielen neuen Billigfluggesellschaften ist die Zahl der Passagiere deutlich angestiegen; von 1992 bis 1998 verdoppelte sie sich. 1999 wurde ein weiteres Terminal eröffnet, außerdem erhielt der Flughafen einen neuen Bahnhof, Luton Airport Parkway. Im Jahr 2000 verkündete Vauxhall das Ende der PKW-Produktion in Luton, das Werk wurde im März 2002 geschlossen. Zu Spitzenzeiten waren dort 35.000 Menschen beschäftigt gewesen. Die Produktion des Opel Vivaro wird im verbleibenden Werksteil weitergeführt.
Seit den 1970er Jahren zogen viele Einwanderer vor allem aus Pakistan und Bangladesch nach Luton. Der Volkszählung von 2011 zufolge waren damals 25 % (Luton South) bzw. 22 % (Luton North) der Einwohner Muslime, in manchen Stadtteilen stellen sie die Mehrheit, z. B. in Bury Park. Luton ist zugleich die Stadt, in der die English Defence League (EDL) gegründet wurde. Die in Luton aufgewachsene Journalistin Stacey Dooley dokumentierte in ihrem von der BBC ausgestrahlten Film My Hometown Fanatics (2012) die wachsenden Spannungen in ihrer Heimatstadt.

## Sport
Der Fußballclub Luton Town spielte in der Championship, ehe er 2023 über die Play-offs in die Premier League aufstieg.

## Bekannte Personen aus Luton
- Brian Oddie (1905–1996), Langstreckenläufer und Meteorologe
- Pinkie Barnes (1915–2012), Tischtennisspielerin
- Arthur Hailey (1920–2004), britisch-kanadischer Autor, Romancier
- Ray Ruffett (1924–2021), Fußballspieler
- Peter Taylor (1926–2011), Botaniker
- Derrick Allen (1930–1978), Fußballspieler
- Stuart Lewis-Evans (1930–1958), Formel-1-Rennfahrer
- Peter Rolfe Vaughan (1935–2008), Geotechnik-Ingenieur
- Joanna Dunham (1936–2014), Schauspielerin
- David R. Oldroyd (1936–2014), australischer Geologe
- John Badham (* 1939), Filmregisseur
- Phil Read (1939–2022), Motorradrennfahrer
- Alison Seebohm (1939–2015), Schauspielerin
- Mick Abrahams (* 1943), Bluesrock-Gitarrist und Bandleader
- Michael Talbot (* 1943), Musikwissenschaftler und Komponist
- Robert Whymant (1944–2004), Journalist und Autor
- Anthony Butterworth (* 1945), Mediziner
- Clive Bunker (* 1946), Schlagzeuger
- John Yallop (* 1949), Ruderer
- Alec John Jeffreys (* 1950), Genetiker, Entwickler des genetischen Fingerabdrucks
- Charles Bronson (* 1952), Häftling und Bare-knuckle-Boxer
- John Hegley (* 1953), Dichter
- Michael Perryman (* 1954), Astronom
- Peter White (* 1954), Jazzgitarrist
- Paul Anthony Young (* 1956), Sänger und Songschreiber
- Kevin Blackwell (* 1958), Fußballspieler und -trainer
- Dale Baxter (* 1961), kanadischer Fußballspieler
- Kerry Dixon (* 1961), Fußballspieler
- David Arnold (* 1962), Filmmusik-Komponist
- Colin Salmon (* 1962), Schauspieler
- Fiona Powrie (* 1963), Biochemikerin und Immunologin
- Danny Cannon (* 1968), Film- und Fernsehregisseur, Fernsehproduzent und Drehbuchautor
- Karen Meakins (* 1972), barbadische Squashspielerin
- Steve Plater (* 1972), Motorradrennfahrer
- Tony Ally (* 1973), Wasserspringer
- Chris Gauthier (1976–2024), kanadischer Schauspieler
- Neil Jackson (* 1976), Schauspieler und Drehbuchautor
- Stephen Kelman (* 1976), Schriftsteller
- Tommy Robinson (* 1982), Politaktivist
- Kevin Foley (* 1984), irischer Fußballspieler
- Nadiya Hussain (* 1984), Bäckerin, Kolumnistin und Fernsehmoderatorin
- Leon Barnett (* 1985), Fußballspieler
- Andrew Tate (* 1986), Kickboxer
- Emily Atack (* 1989), Schauspielerin
- Victoria Lust (* 1989), Squashspielerin
- Gurlaine Kaur Garcha (* 1993), Schauspielerin
- Lewis Baker (* 1995), Fußballspieler
- Revée Walcott-Nolan (* 1995), Leichtathletin
- Nafe Smallz (* 1996), Rap-Musiker
- Jay Dasilva (* 1998), Fußballspieler
- James Justin (* 1998), Fußballspieler
- Jamal Lewis (* 1998), Fußballspieler
- Myles Smith (* 1998), Singer-Songwriter

## Städtepartnerschaften
- Bergisch Gladbach, Deutschland, seit 1956
- Bourgoin-Jallieu, Frankreich
- Bezirk Spandau von Berlin, Deutschland
- Eskilstuna, Schweden

Ehemalige Partnerstadt:
- Wolfsburg, Deutschland, 1950–2004; von Wolfsburg für beendet erklärt.[5]